# 大分交通耶馬渓線
耶馬渓線（やばけいせん）は、かつて大分県中津市の中津駅から同県下毛郡山国町（現・中津市）の守実温泉駅に至る、大分交通が運営していた鉄道路線である。地元では「耶鉄」と称される。

## 概要
1913年（大正2年）に耶馬渓鉄道として開業。のちに大分交通の路線となった。山国川に沿って延びるこの鉄道は、沿線に青の洞門、羅漢寺、守実温泉などの観光地を控えていた。1970年代に入り、沿線の過疎化による利用者の減少と道路整備が進んだこと、さらに国鉄中津駅の高架化（1977年（昭和52年）完成）に伴う費用の応分の負担を要求されたことから、バス転換の方針が打ち出され、1975年（昭和50年）に全線が廃止された。全廃時の営業係数は250余りであった。
この鉄道線の廃止に伴い、大分交通は鉄道事業から撤退。大分県内の私鉄事業者はケーブルカーなどの特殊鉄道を除いて消滅し、同県内の普通鉄道は国鉄（→JR九州）のみとなった。

## 路線データ
- 路線距離（営業キロ）：中津 - 守実温泉間 36.1km
- 軌間：1,067mm（廃止時点）
- 駅数：19駅（起終点駅含む。廃止時点）
- 複線区間：なし（全線単線）
- 電化区間：なし（全線非電化）
- 閉塞方式：タブレット閉塞式

## 運行形態
1971年（昭和46年）時点で1日あたり中津 - 守実温泉間下り6本、上り8本、中津 - 耶鉄柿坂間2往復、中津 - 洞門間2往復が運行されていた。その他、平日には中津 - 大貞公園までの区間運転も行われていた。

## 歴史
開業時は軌間762mmであったが、国鉄との輸送に支障を生じるため1067mmへの改軌が大正末期から課題となっていたものの、不況期であり延期されていた。しかし、1927年（昭和2年）6月に専務から社長に就任した小疇寿が軌間拡幅工事に着手することを決定。資金は日本興業銀行から90万円を借り入れることになった。工事は1928年（昭和3年）5月に着工し、1929年（昭和4年）8月に完成した。車両は鉄道省からの払下げをうけることになり、8月24日から運行を開始した。
ところが昭和金融恐慌のさなか、収入は予想に反して伸び悩み、利子は年に6万3千円にものぼって、耶馬渓鉄道は経営危機に陥ってしまう。小疇社長は社長以下俸給一割減と人員削減を打ち出したが、従業員から反発をまねくことになり現場は混乱し、地元紙は連日この騒動を報道した。大株主であった中津町の町長らが調停に乗り出し、小疇は社長から専務に降格することとなった。
その後も経営不振が続き、1931年（昭和6年）に減資。1935年（昭和10年）に日本興業銀行より半田貢が送り込まれ社長に就任し、銀行管理下におかれた。同年ガソリンカーを導入し燃料費削減をするなど強力に合理化を推進し、経費を削減していった。一方、観光開発にも力を入れ、耶馬渓町鴫良の温泉掘鑿、深耶馬山彦旅館の買収、鴫良梅林の造成などを手掛け、ガソリンカーに女性ガイドを乗車させて沿線の観光案内を行った。社員は北九州の会社、工場、役所をまわり耶馬渓を宣伝した。こうした結果、1938年（昭和13年）上期には4年ぶりの復配となった。
さらに、その後の戦時景気による輸送量の増加とガソリン規制による乗合自動車の衰退により業績は向上していった。1942年（昭和17年）からは軍需工場神戸製鋼中津工場の工事が本格し、工場への引込線も建設された。周辺には住宅や寮が建設され、1944年（昭和19年）の乗客数は300万人に上った。
1938年（昭和13年）8月に半田が社長を辞任すると、10月に社長に就任したのは九州電気軌道社長の村上巧児であった。交通事業調整委員会から私鉄統合の要請を受け、地元大分の耶馬渓鉄道と交渉した結果からであった。その後、1941年（昭和16年）8月には、門司鉄道局で九州電気軌道に対し小倉電気軌道を統合するよう慫慂した席上、福博電車、博多湾鉄道汽船、筑前参宮鉄道、耶馬渓鉄道、別府大分電鉄の五社併合を至急実施するよう言い渡された。つまり、当初の構想は、後に西日本鉄道（西鉄）となる福岡県の鉄道だけでなく、大分県の鉄道も併せて統合しようとするものであった。しかし、結果的には県別に統合されることになり、大分県では1945年（昭和20年）4月に大分交通が発足した。西鉄は全株式の21.4%を保有し、村上は会長に就任した。

### 年表
- 1911年（明治44年）7月28日 - 耶馬渓鉄道に対し鉄道免許状下付（豊田-津民間）[16]
- 1913年（大正2年）12月26日 - 耶馬渓鉄道が中津 - 樋田（後の洞門）間を開業[17]。軌間762mm
- 1914年（大正3年）12月11日 - 樋田 - 柿坂（後の深耶馬、耶鉄柿坂）間が開業[18]
- 1920年（大正9年）12月16日 - 諫山駅が開業[19]
- 1922年（大正11年）5月30日 - 鉄道免許状下付（下毛郡城井村-同郡三郷村間）[20]
- 1924年（大正13年）6月16日 - 柿坂 - 守実（後の守実温泉）間が開業し全通[21]
- 1929年（昭和4年）8月24日 - 全線の軌間を762mmから1,067mmに改軌
- 1944年（昭和19年）
  - 3月1日 - 大貞公園駅が約800mほど上ノ原駅寄りに移転、同駅から分岐する神戸製鋼所中津工場（後の中津鋼板）への引き込み線運用開始
  - 10月25日 - 中津 - 大貞公園間の古城駅廃止、同駅間に八幡前駅開業
- 1945年（昭和20年）4月20日 - 別府大分電鉄・国東鉄道・耶馬渓鉄道・宇佐参宮鉄道・豊州鉄道（もとの日出生鉄道）・別杵自動車が合併し、大分交通発足。大分交通耶馬渓線（中津支社）となる
- 1961年（昭和36年）2月15日 - 江渕駅が開業
- 1966年（昭和41年）4月 - 中津鋼板が工場閉鎖、同時に引き込み線の使用休止
- 1971年（昭和46年）10月1日 - 野路 - 守実温泉間 (25.7km) が廃止
- 1975年（昭和50年）10月1日 - 中津 - 野路間 (10.4km) が廃止

## 駅一覧
廃止時点のもの
中津駅 - 八幡前（はちまんまえ）駅 - 大貞公園駅 - 上ノ原駅 - 諫山駅 - 真坂駅 - 野路駅 - 洞門駅 - 羅漢寺駅 - 冠石野（かぶしの）駅 - 耶馬渓平田駅 - 津民駅 - 耶鉄柿坂駅 - 下郷駅 - 江渕駅 - 中摩駅 - 白地駅 - 宇曽駅 - 守実温泉駅

## 接続路線
- 中津駅：国鉄日豊本線

## 輸送・収支実績
| 年度 | 輸送人員（人） | 貨物量（トン） | 営業収入（円） | 営業費（円） | 営業益金（円） | その他益金（円）    | その他損金（円）                | 支払利子（円） | 政府補助金（円） |
| ---- | -------------- | -------------- | -------------- | ------------ | -------------- | ------------------- | ------------------------------- | -------------- | ---------------- |
| 1914 | 250,359        | 3,057          | 29,036         | 20,932       | 8,104          |                     | 損失償却金501                   | 2,865          | 7,581            |
| 1915 | 254,383        | 18,414         | 50,614         | 32,068       | 18,546         |                     | 創業費償却金1,000               | 8,260          | 27,907           |
| 1916 | 274,110        | 23,568         | 55,375         | 32,982       | 22,393         |                     | 設立費償却金1,000               | 7,749          | 26,510           |
| 1917 | 348,973        | 27,343         | 70,522         | 37,217       | 33,305         |                     | 創立費償却金1,000               | 3,067          | 14,614           |
| 1918 | 411,994        | 32,706         | 97,454         | 61,503       | 35,951         |                     |                                 | 2,768          | 5,564            |
| 1919 | 503,232        | 41,719         | 145,956        | 77,717       | 68,239         |                     |                                 | 5,070          |                  |
| 1920 | 561,603        | 39,370         | 195,294        | 113,794      | 81,500         |                     |                                 | 7,711          |                  |
| 1921 | 620,528        | 33,454         | 207,994        | 115,331      | 92,663         |                     |                                 |                |                  |
| 1922 | 640,657        | 31,151         | 205,744        | 115,212      | 90,532         |                     |                                 |                |                  |
| 1923 | 654,598        | 28,656         | 198,933        | 102,052      | 96,881         | 配当準備金繰入7,500 |                                 | 6,483          |                  |
| 1924 | 759,222        | 30,382         | 222,734        | 118,392      | 104,342        | 準備金繰入3,810     | 雑損金24                        | 13,505         | 2,944            |
| 1925 | 848,220        | 40,916         | 261,232        | 152,698      | 108,534        | 旅館業120           |                                 | 22,490         | 33,984           |
| 1926 | 870,941        | 51,668         | 275,746        | 192,507      | 83,239         |                     | 旅館業69雑損131                 | 24,327         | 34,061           |
| 1927 | 811,091        | 51,243         | 262,774        | 166,367      | 96,407         | 旅館業353           | 雑損824                         | 23,962         | 34,226           |
| 1928 | 736,540        | 58,654         | 263,727        | 169,971      | 93,756         |                     | 旅館及自動車業151 雑損1,644     | 18,338         | 35,613           |
| 1929 | 691,716        | 59,257         | 211,591        | 125,323      | 86,268         | 自動車業2,522       | 雑損償却金20,595                | 23,042         | 36,090           |
| 1930 | 654,242        | 55,041         | 226,660        | 122,252      | 104,408        | 自動車旅館業6,790   | 償却金22,000                    | 63,364         | 37,284           |
| 1931 | 555,195        | 38,142         | 177,971        | 102,373      | 75,598         |                     | 雑損78自動車其他1,494           | 66,041         | 31,137           |
| 1932 | 559,993        | 37,207         | 158,663        | 94,925       | 63,738         |                     | 温泉業8,376雑損480              | 63,845         | 34,491           |
| 1933 | 563,921        | 39,185         | 153,796        | 96,371       | 57,425         |                     | 自動車8,835                     | 62,664         | 37,559           |
| 1934 | 605,079        | 45,290         | 160,339        | 108,077      | 52,262         | 温泉及自動車業9,096 | 償却金14,000                    | 56,106         | 18,742           |
| 1935 | 616,438        | 53,644         | 176,167        | 134,084      | 42,083         |                     | 自動車業3,315 雑損償却金42,641  | 39,736         |                  |
| 1936 | 684,561        | 64,607         | 207,466        | 130,014      | 77,452         |                     | 自動車業17,126 雑損償却金4,804  | 50,196         |                  |
| 1937 | 737,335        | 67,568         | 218,093        | 128,221      | 89,872         |                     | 雑損償却金22,825 自動車業29,994 | 49,336         |                  |
| 1939 | 1,085,084      | 84,816         |                |              |                |                     |                                 |                |                  |
| 1941 | 1,319,345      | 84,379         |                |              |                |                     |                                 |                |                  |
| 1943 | 1,746,201      | 126,711        |                |              |                |                     |                                 |                |                  |
| 1945 | 2,635,599      | 114,862        |                |              |                |                     |                                 |                |                  |
| 1952 | 2,332,609      | 61,359         |                |              |                |                     |                                 |                |                  |
| 1958 | 2,373千        | 55,502         |                |              |                |                     |                                 |                |                  |
| 1963 | 2,536千        | 40,561         |                |              |                |                     |                                 |                |                  |
| 1966 | 2,249千        | 16,650         |                |              |                |                     |                                 |                |                  |
| 1970 | 958千          | -              |                |              |                |                     |                                 |                |                  |

- 鉄道院年報、鉄道院鉄道統計資料、鉄道省鉄道統計資料、鉄道統計資料、鉄道統計、国有鉄道陸運統計、地方鉄道軌道統計年報、私鉄統計年報各年度版より

## 車両
1929年改軌時、全て国鉄からの払い下げ。蒸気機関車7両、客車14両、貨車36両
- 1 - 4 蒸気機関車 元国鉄1440形1442・1443・1446、国鉄1400形1418
- 5 - 7 蒸気機関車 元国鉄600形621・622・671
- ホロハ1 - 4 元国鉄コハ2001 - 2004（形式2000）
- ロ1 元国鉄ロ831（形式827[22]）、元九州鉄道の客車
- ハフ1 - 5 元国鉄ハフ4756・4763・4768・4773・4780（形式4745←形式3327[22]）、元九州鉄道の客車
- ハニ1 - 3 旧国鉄ハニ3550・3552・3554（形式3550）
- ハニ4 旧国鉄ハニ3572（形式3564[22]）、元山陽鉄道の客車

1963年時点では蒸気機関車3両、ディーゼル機関車2両、ディーゼルカー7両、客車16両
- 3・4・1444 蒸気機関車 元国鉄1440形1446・1418・1444
- D31・32 ディーゼル機関車 1954年汽車製造製。国鉄DD11形と同性能。詳細は国鉄DD11形ディーゼル機関車#派生形式を参照
- キハ101-104「やまばと」「かわせみ」「ひよどり」「せきれい」 1935年及び1937年日本車輌製造製のボギー車。国鉄キハ04形に似たスタイル。耶馬渓鉄道からの引き継ぎ車で元ガソリンカー、キハ101は代用燃料化改造歴あり
- キハ105「せせらぎ」 （元北九州鉄道ジハ61→国鉄キハ40341）、詳細は買収気動車を参照
- キハ601「やまびこ」・603「かじか」 1956年及び1960年日本車輌製造及び新潟鐵工所製のボギー車。国鉄キハ10形がベースだが、非貫通2枚窓の前面、全長の18 m化、総括制御の省略、枕ばねをコイルばねとした日本車両製の偏心台車の装備など、異なる点も多い。
- ホハ1 ボギー客車。耶馬渓鉄道時代の1932年に購入した九州鉄道ハ1→国鉄ホハ2355（形式2350）
- ホハ2・4 ボギー客車。当初はホハフ3・5、ホロハ2・4・3・1として使用。1935年にホハ2・4・3・5に変更。1958年にホハ3・5をホハフ3・5に変更。ホハフ5は元山陽鉄道
- ホハフ20・21 2軸客車。ホハフ21は元国鉄
- ハニフ21・22 2軸客車。履歴はハフ1・3→ハニ1・2→ハニフ21・22。元九州鉄道
- ハニフ23 1932年国鉄からの払い下げ車ハ2636、2軸客車（形式2581[22]）、履歴はハ3→ハニ3→ハニフ23
- ハフ24 - 26 2軸客車。当初はハフ4・5・2、元九州鉄道
- ハフ27 2軸客車。1942年から使用されていた（登録手続きは戦後）。元新宮鉄道ハ12
- ハフ13 1951年国東線より転入の片ボギー客車、元国東鉄道キハ13
- ハフ14 - 16 1952年宇佐参宮線より転入の2軸客車、元宇佐参宮鉄道キハ1 - 3

1967年時点では蒸気機関車2両、ディーゼル機関車3両、ディーゼルカー13両、客車19両、貨車16両。1965年 - 1966年に廃止された宇佐参宮線、国東線より車両が転入。
- 宇佐参宮線より転入
  - ホハフ502・503 元キハ502「みやばと」（元佐久鉄道キホハ58→国鉄キハ40306）・503「かみばと」（元北九州鉄道ジハ21→国鉄キハ40321）
  - ホハフ101 - 104 ボギー客車
- 国東線より転入
  - D33・34 ディーゼル機関車 1954年日立製作所製。D31・32の同型車
  - キハ50「ちどり」（元北九州鉄道ジハ51→国鉄キハ40331）
  - キハ602「しおかぜ」・604「なぎさ」 1956年及び1960年日本車輌製造及び新潟鐵工所製。キハ601・603の同型車
  - ホハフ21 元キハ21「しらさぎ」 1935年日本車輌製造製のボギー車
  - ホハフ30 - 32 元キハ30「かもめ」（元佐久鉄道キホハ57→国鉄キハ40305）・20「はましぎ」・501「さざなみ」（元和歌山鉄道キハ501） いずれもボギー車
  - ハニフ12 片ボギー客車、元国東鉄道キハ12
- 耶馬渓線車両の異動
  - 1964年廃車 ホハフ3・ホハ4
  - 1965年廃車 ハニフ23・ハフ24
  - 1966年 D32を旭川通運へ売却

### 保存・譲渡車両

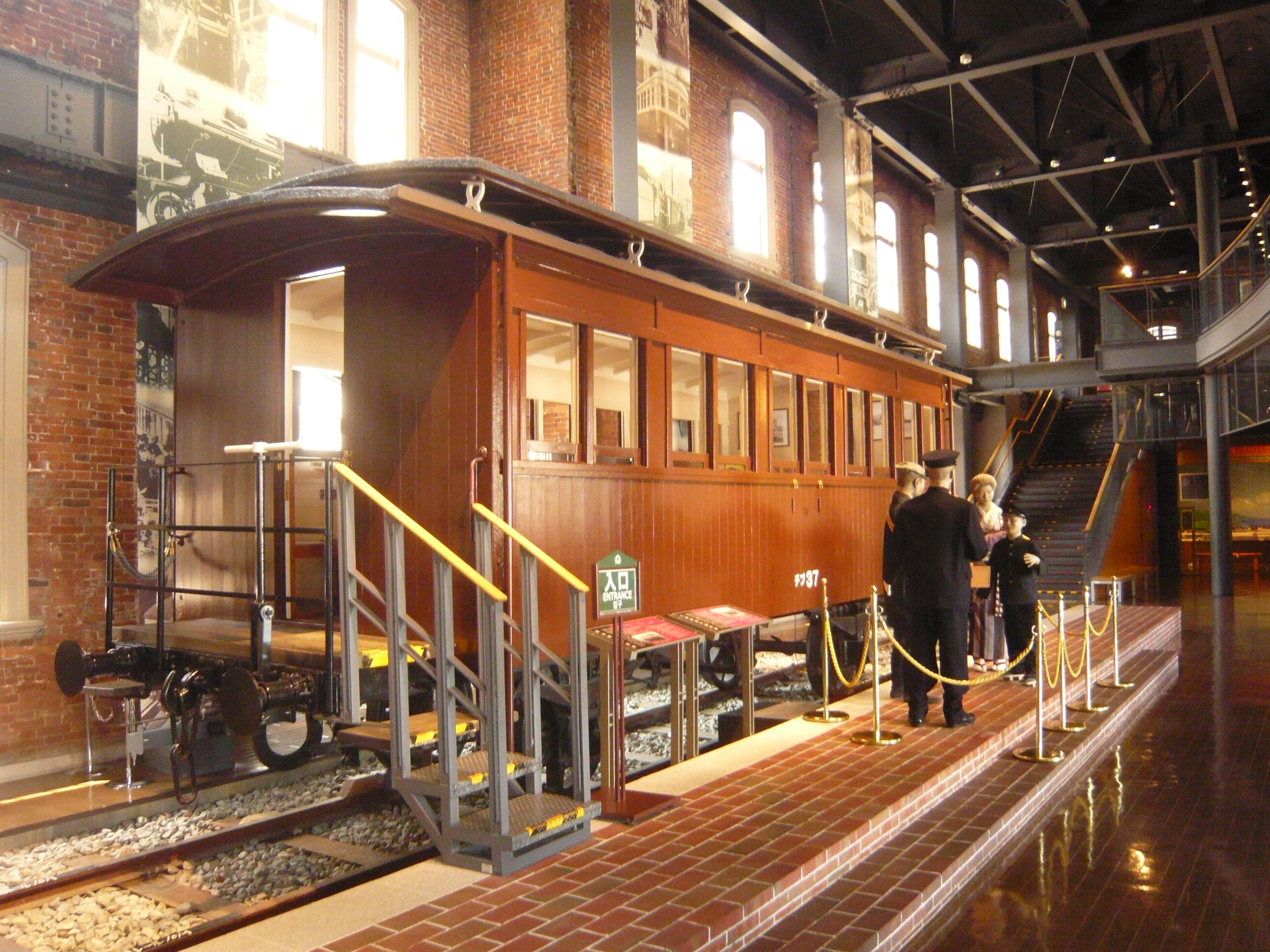
九州鉄道記念館に保存されたハフ25。番号は「チブ37」となっている

キハ102「かわせみ」・キハ104「せきれい」・キハ601「やまびこ」・キハ602「しおかぜ」・ハニフ22
中津市万田の民宿兼レストラン「汽車ポッポ」で保存。
ハフ25
北九州市門司区の九州鉄道記念館で九州鉄道時代の姿に復元し保存。もともとは上記と同様に「汽車ポッポ」で保存されていたが、同館開館時に寄贈された。
キハ603「かじか」
紀州鉄道に譲渡。2009年10月に定期運行を終え、翌11月にさよなら運転、2011年頃に片側の運転台を譲渡時に近い形に復元、2012年除籍。廃車が予定されていたが、2017年に紀伊御坊駅近傍の本町商店街が町のシンボルにすべく保存を決定、駅近くのガソリンスタンド跡地（現「ほんまち広場603」）へレールを敷いて静態保存され、同年12月に公開開始。車内は半分が交流スペース、残りがテナント2店となっている。
以下の車両は解体された。
ハフ27
旧本耶馬渓町の青公園で保存されていたが、1998年に解体された。
キハ604「なぎさ」
紀州鉄道に譲渡。2010年解体、部品取り用になった。
D32
旭川通運に譲渡。のちに解体。
ホハ1
名古屋鉄道が明治村で保存するため引き取ったが、保存が断念され解体された。台車のみ明治村で保存。

## 廃線跡の現状
1982年（昭和57年）にほぼ全線が大分県道411号中津山国自転車道線（メイプル耶馬サイクリングロード）として整備されている。そのうち約22kmが自転車専用道である。
中津駅付近は平成初頭まで線路跡が手付かずのまま残されていたが、その後区画整理事業が実施され跡形もなく消え去った。
国道213号線交差部分 - 大貞公園駅付近も県道（大分県道675号臼木沖代線）の拡幅に飲み込まれ跡形もない。
大貞公園駅 - 野路駅手前までは県道の東側の歩道部分が耶鉄跡である。特に大貞公園駅跡付近は桜が植えられ、春には美しい桜並木となる。
野路駅手前には国道212号を乗り越えていた鉄橋がサイクリングロードとして現存しており、さらに野路駅跡はホームが残り、また付近の踏切跡の道路にも「踏切あり」の道路標識が残されており、ここに鉄道が存在したことを物語っている。
野路駅からの線路跡は本格的にサイクリングロードとして転用されている。ただし、樋田集落 - 青の洞門対岸の線路跡は国道212号のバイパスとして転用され、跡形もない。
その先の津民 - 耶鉄柿坂間では、半径160 mの曲線上にある橋梁としてよく取り上げられる沿線随一の名所「第2山国川橋梁」がサイクリングロードとして転用されている。第2山国川橋梁は、2012年（平成24年）7月の九州北部豪雨でほぼ半分が橋脚も含めて破損流失したが、2014年（平成26年）6月1日に復旧した。この付近では耶鉄時代のトンネルもサイクリングロードとしてそのまま残されている。
柿坂付近は再び国道212号に飲み込まれ跡形もない。柿坂には耶馬溪サイクリングターミナルがあり、自転車のレンタルや宿泊も可能である。柿坂より先も国道にも飲み込まれているが、中摩駅 - 白地駅付近は国道より離れ、線路跡の面影をよく残している。
終点の守実温泉駅跡はかつての終着駅としての面影は全くなく、山国町商工会館・大交北部バスの折返場として使用されている。

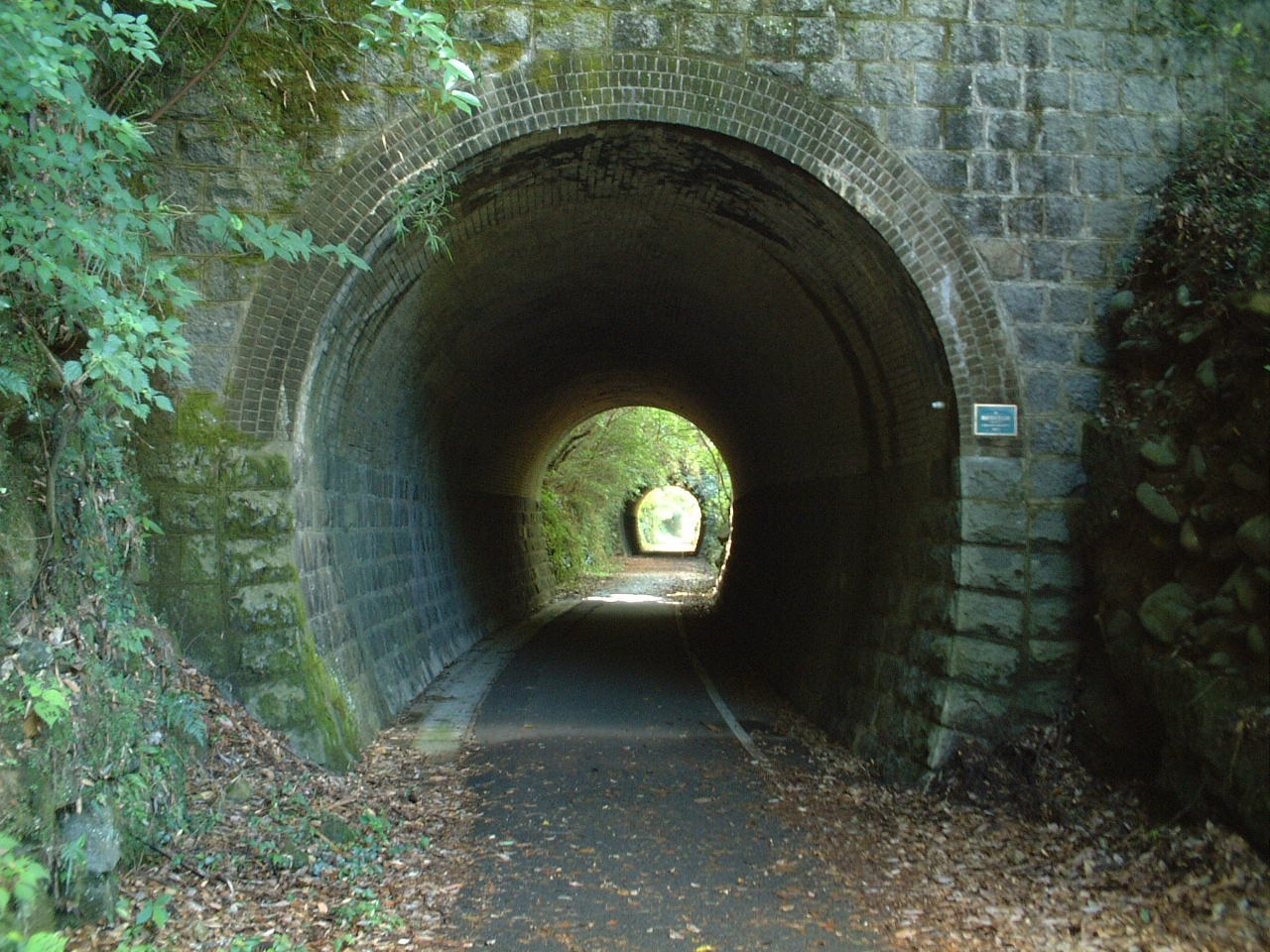
二号厚ヶ瀬トンネル
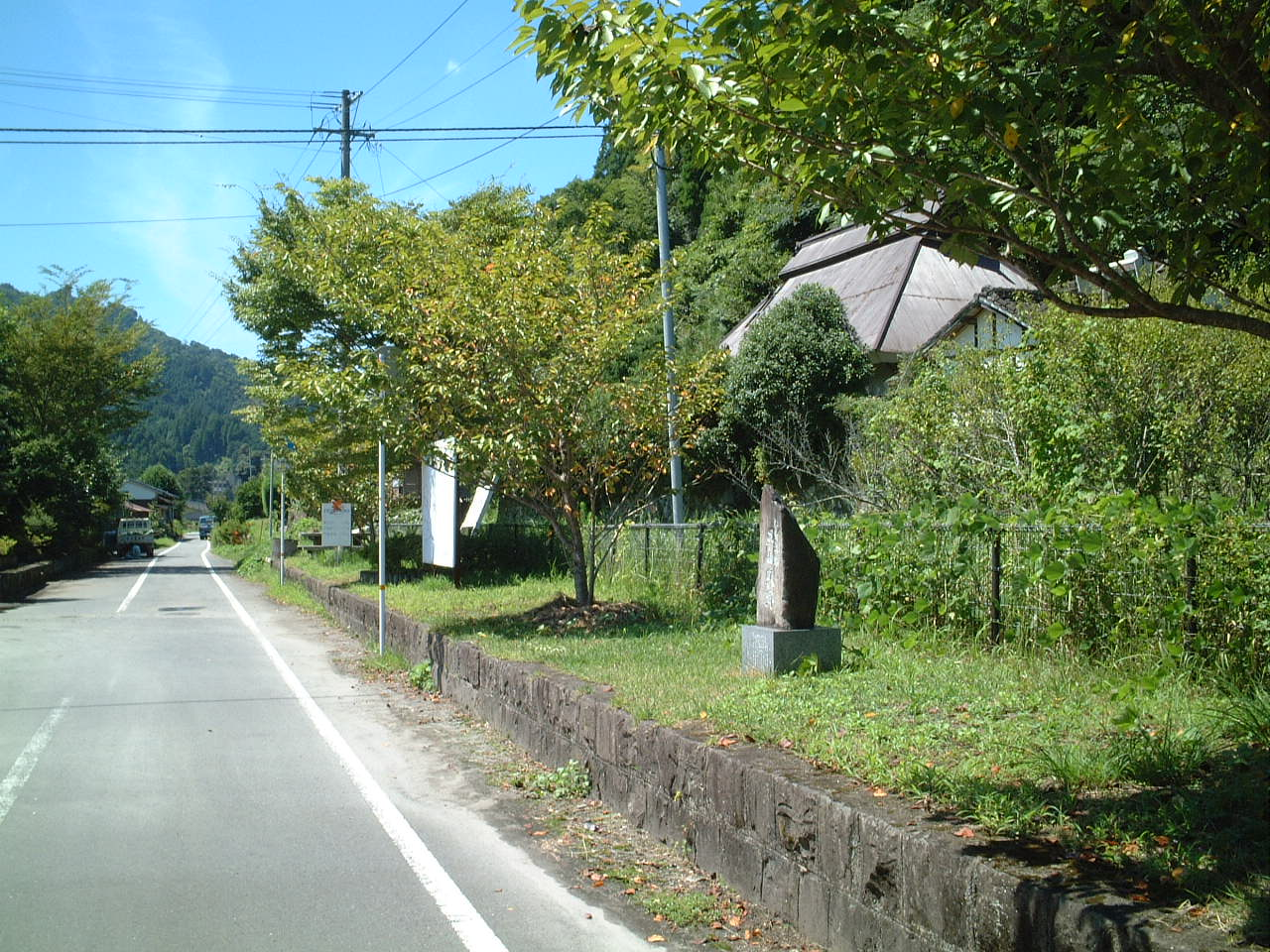
耶馬渓平田駅ホーム跡
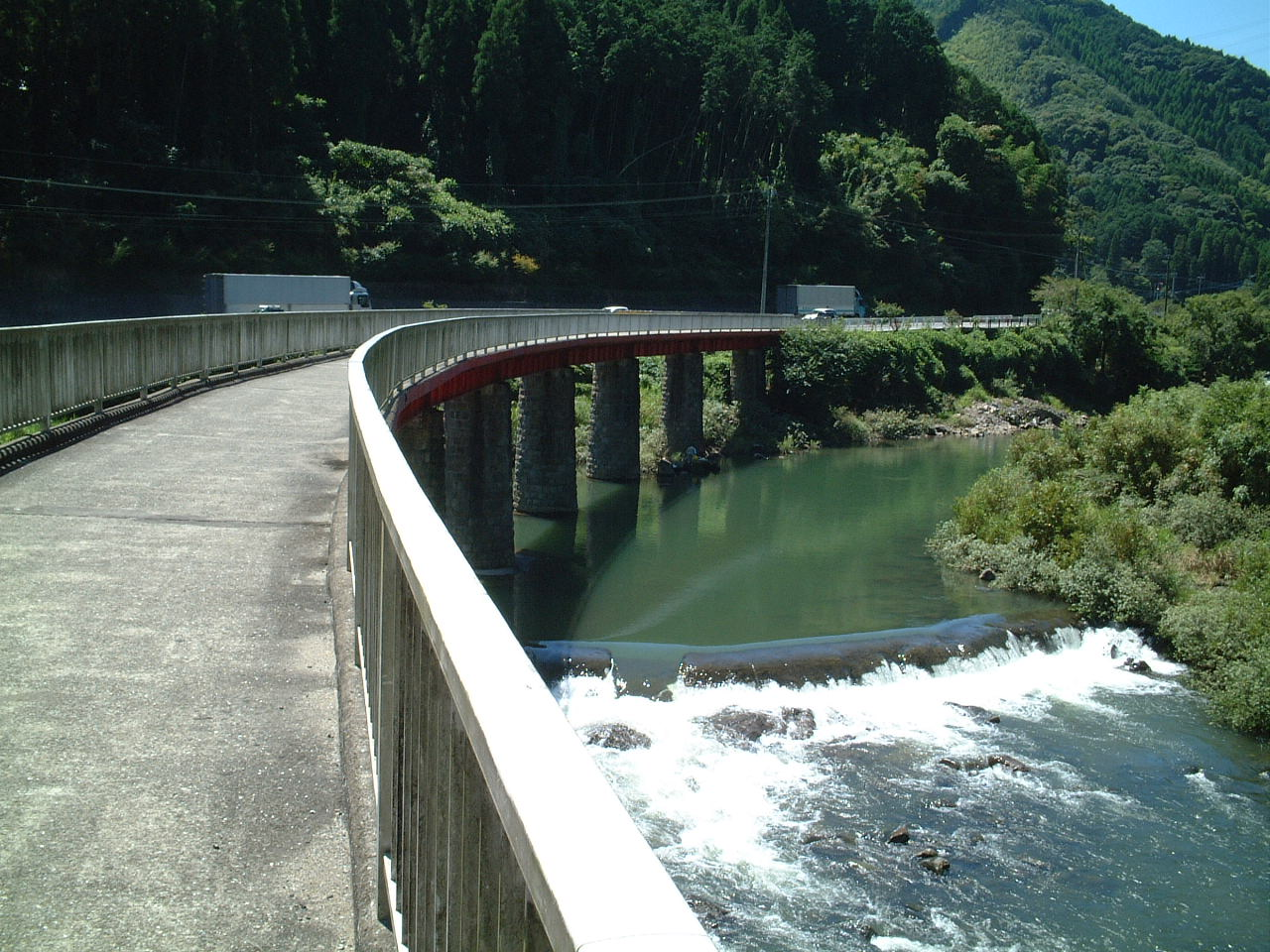
第2山国川橋梁（サイクリングロード）
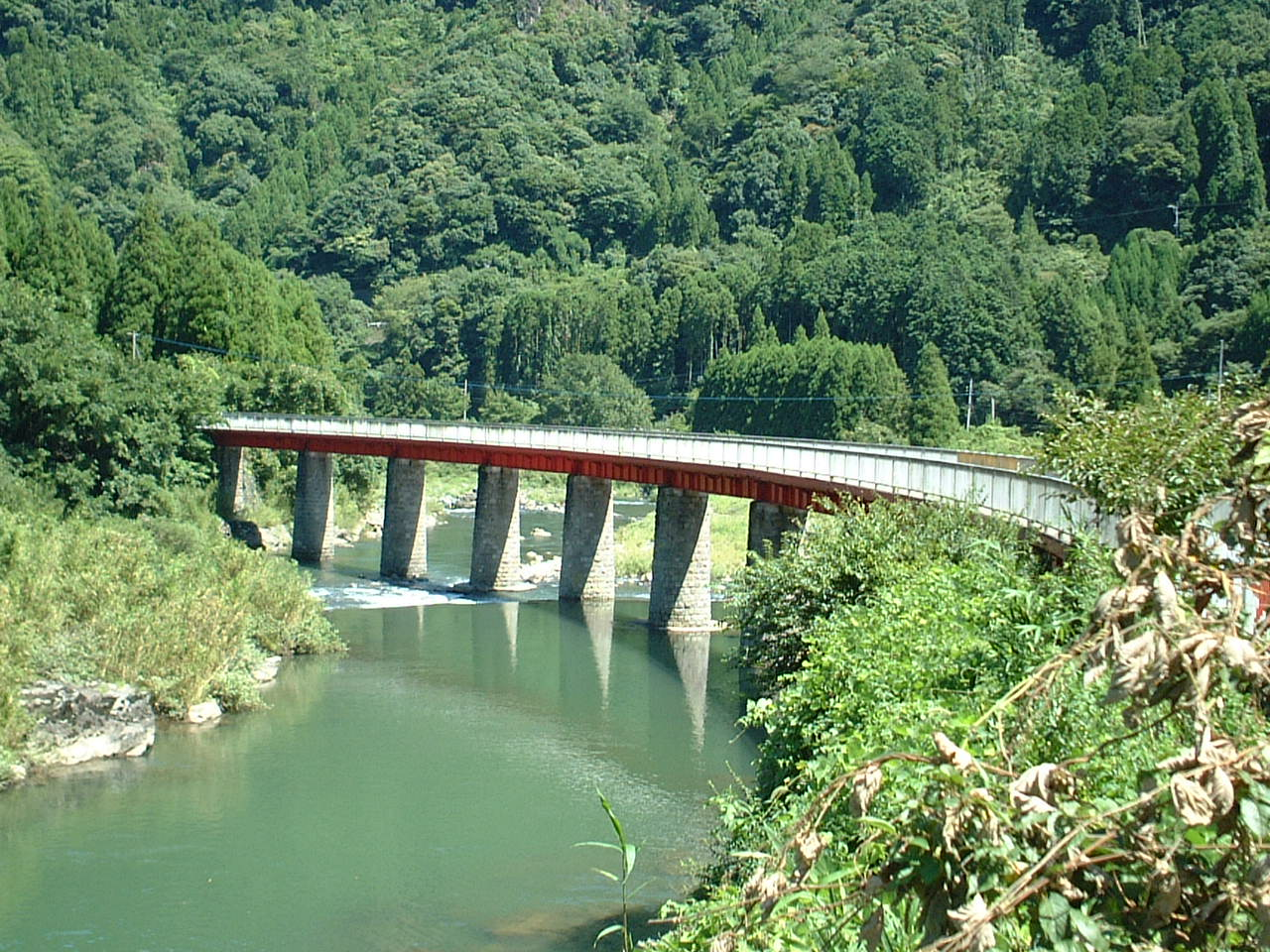
第2山国川橋梁
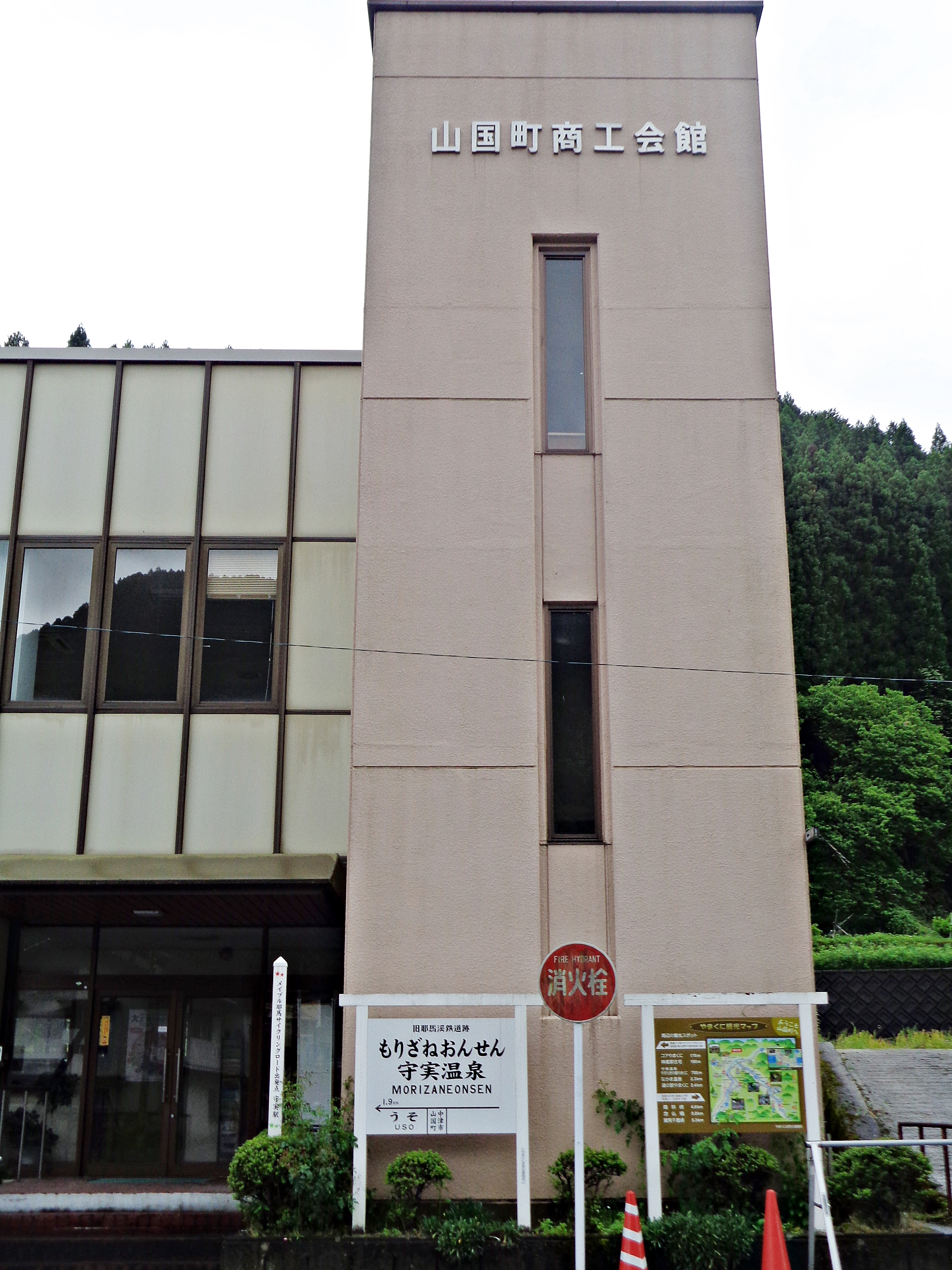
山国町商工会館前に復元された「守実温泉」駅の駅名標

## 文化財
登録有形文化財
- 旧耶馬渓鉄道一号厚ヶ瀬トンネル
- 旧耶馬渓鉄道二号厚ヶ瀬トンネル
- 旧耶馬渓鉄道平田駅ホーム